# USS Bunker Hill (CV-17)
USS Bunker Hill (CV-17) byla letadlová loď Námořnictva Spojených států, která působila ve službě v letech 1943–1947. Jednalo se o devátou postavenou jednotku třídy Essex (sedmou ve verzi s krátkým trupem).
Byla pojmenována podle bitvy o Bunker Hill z americké války za nezávislost. Její stavba byla zahájena 15. září 1941 v loděnici Fore River Shipyard v Quincy v Massachusetts. K jejímu spuštění na vodu došlo 7. prosince 1942, do služby byla zařazena 24. května 1943. V letech 1943–1945 se účastnila operací druhé světové války v Tichém oceánu. Během bitvy o Okinawu se 11. května 1945 stala cílem dvou japonských útoků kamikaze, při kterých zemřelo 346 členů posádky (a dalších 43 bylo pohřešováno) a sama loď byla velmi vážně poškozena. Během několika měsíců však byla zcela opravena a od září 1945 do ledna 1946 se podílela na návratu amerických veteránů z Pacifiku domů v rámci operace Magic Carpet. Vyřazena ze služby byla 9. ledna 1947 a od té doby se nacházela v rezervách. Společně s USS Franklin se jednalo o jediné lodě z celé třídy Essex, které se následně nevrátily do aktivní služby. V rezervách byla celkem třikrát změněna její klasifikace – 1952 na útočnou letadlovou loď CVA-17, 1953 na protiponorkovou letadlovou loď CVS-17 a 1959 na pomocný letadlový transport AVT-9. Z rejstříku námořních plavidel byla vyškrtnuta roku 1966, následně ještě její trup sloužil jako ukotvená základna pro elektronické testy. V roce 1973 byla odprodána do šrotu.